# Стравча
42°36′ пн. ш. 18°19′ сх. д. / 42.60° пн. ш. 18.31° сх. д.
Стравча (хорв. Stravča) — населений пункт у Хорватії, в Дубровницько-Неретванській жупанії у складі громади Конавле.

## Населення
Населення за даними перепису 2011 року становило 60 осіб.
Динаміка чисельності населення поселення: